# Kontiolahti
Kontiolahti je obec ve finské provincii Severní Karélie. Leží na břehu jezera Höytiäinen přibližně 20 km severně od města Joensuu. V Kontiolahti se nachází stejnojmenné známé středisko biatlonu. Kontiolahti se rozkládá na celkové ploše 1029,82 km², přibližně 230 km² zaujímají vodní plochy. V roce 2013 zde žilo přes 14 tisíc obyvatel.

## Charakteristika
V roce 1783 vznikla na území dnešní obce farnost. Kontiolahti jako obec bylo založeno roku 1873. Nejvyššího počtu obyvatel dosahují části obce Kirchdorf Kontiolahti a Lehmo. Kromě nich se Kontiolahti skládá z dalších malých vesnic, a to Herajärvi, Iiksi, Jakokoski, Kontioniemi, Kulho, Kunnasniemi, Lehmo, Mönni, Onttola, Paihola, Puntarikoski, Pyytivaara, Rantakylä-Romppala, Selkie, Varparanta a Venejoki. V okolí se rozléhá finský Národní park Koli.
Současný název obce Kontiolahti je ve finštině. V minulosti byla však známá také jako Kontiolax, tento název se vyskytoval v historických švédských dokumentech. Současný název ve švédštině zní však také Kontiolahti.

## Sport
Obec je známá především jako lyžařské středisko určené pro závody v biatlonu. Vlastní biatlonový stadion se nachází 2 km jihozápadně od obce. V letech 1990, 1999 a 2015 zde proběhla mistrovství světa. Kromě toho jsou zde pravidelně pořádány závody světového poháru.